# 파괴자들 (2012년 영화)
《파괴자들》(영어: Savages)은 2012년 개봉한 미국의 액션 스릴러 영화이다. 올리버 스톤이 연출하고, 테일러 키치, 블레이크 라이블리, 에런 테일러존슨, 베니시오 델토로, 살마 하예크, 데미안 비치르, 에밀 허시, 존 트러볼타 등이 출연하였다.
이 영화는 평단으로부터 엇갈린 평가를 받았다.

## 줄거리
네이비 실 출신 “촌”과 대학에서 경영학과 식물학을 전공한 벤은 오랜 절친 사이로, “오”와 폴리아모리 관계를 맺고 있다. 둘은 촌이 아프가니스탄에서 밀수해 온 특별한 대마 씨앗을 벤이 기르는 형태로 러구나비치에서 대마 사업을 하는 중이다. 이들의 대마 효과가 널리 입소문이 난 덕분에 둘은 호황 속에서 오와 함께 느긋한 삶을 누려 왔다. 이런 촌과 벤에게 무자비한 멕시코 마약 카르텔이 동업을 강요하자 둘은 부패한 마약단속국(DEA) 요원 데니스의 도움을 받으며 위험한 저항을 시작한다.

## 출연진
- 테일러 키치 - 존 “촌” 매캘리스터 주니어 역
- 블레이크 라이블리 - 오필리아 “오” 세이지 역
- 에런 테일러존슨 - 벤 레너드 역
- 베니시오 델토로 - 미겔 “라도” 아로요 역
- 살마 하예크 - 엘레나 “라 레이나” 산체스 역
- 존 트러볼타 - DEA 요원 데니스 케인 역
- 데미안 비치르 - 알렉스 레예스 역
- 산드라 에체베리아 - 마그달레나 산체스 역
- 에밀 허시 - “스핀” 역
- 미아 마에스트로 - 돌로레스 아로요 역
- 셰이 위검 - 채드 역
- 조엘 데이비드 무어 - 크레이그 역
- 레너드 로버츠 - 프랭키 역
- 트레버 도너번 - 맷 역
- 제이크 매클로플린 - “독” 역
- 숀 스톤 - 에릭 역
- 앨리 웡 - 클레어 역